# Parque Quase-Nacional Tsugaru
O Parque Quase-Nacional Tsugaru é um parque quase-nacional localizado na prefeitura japonesa de Aomori. Estabelecido em 31 de março de 1975, tem uma área de 25 966 hectares.